# 瓜维亚雷省
瓜維亞雷省（Departamento del Guaviare；西班牙語發音：[ɡwaˈβjaɾe]，得名於瓜維亞雷河）是哥倫比亞中南部的一個省，分屬亞馬遜河和奧里諾科河流域。面積53,460平方公里，2018年人口为73,081人。首府瓜維亞雷河畔聖何塞。
瓜維亞雷省設立於1991年7月4日，透過當時新通過的政治憲法。在此之前，這個省原是於1977年12月23日從沃佩斯省分設的一個专员办事处（Commissariat）。

## 自治市
本省下分四個自治市。
1. 卡拉馬爾（Calamar）
2. 埃爾雷托諾（El Retorno）
3. 米拉弗洛雷斯（Miraflores）
4. 瓜維亞雷河畔聖何塞（San José del Guaviare）

## 人口

### 族群組成
- 麥士蒂索人及白人（90.09%）
- 黑人或非裔哥倫比亞人（英语：Afro-Colombians）（5.86%）
- 美洲原住民（4.05%）

Nukak是一個在本省棲息的遊牧民族，直至1988年之前，這個民族一直與外界未有接觸。

## 外部連結
- Territorial-Environmental Information System of Colombian Amazon SIAT-AC website （页面存档备份，存于）